# Demétrio Magnoli
Demétrio Martinelli Magnoli (São Paulo, 1958) é um jornalista, doutor em geografia humana, sociólogo e escritor brasileiro.

## Vida profissional
Jornalista pela Escola de Comunicação e Artes da USP, é comentarista de política internacional no Jornal das Dez e comentarista no programa GloboNews em Pauta, da GloboNews. Faz também análises políticas em suas colunas nos periódicos O Globo e Folha de S.Paulo. Já foi colunista do jornal O Estado de São Paulo, da revista Época, e da Rádio BandNews FM, além de ter sido comentarista do Jornal da TV Cultura.
Doutor em Geografia Humana pela Faculdade de Filosofia, Letras e Ciências Humanas da USP
(1996; tese: O Corpo da Pátria - Imaginário Geográfico e Política Externa no Brasil, 1808-1912), é integrante do Grupo de Análise da Conjuntura Internacional do Instituto de Relações Internacionais da USP.

## Posição política
Na juventude, Demétrio Magnoli foi trotskista, militando na Liberdade e Luta (Libelu), uma facção do movimento estudantil ligada à Organização Socialista Internacionalista (OSI).
A partir de 1981, os militantes da Libelu engajaram-se intensamente na formação do jovem Partido dos Trabalhadores, pois a OSI via nele o surgimento de um partido operário de massas. Para legalizar o partido, Demétrio ajudou a filiar um grande número de membros.
No entanto, em 1983, Demétrio rompeu com o marxismo e abandonou a Libelu por crer que o movimento se aproximava ao stalinismo que tanto criticava. Segundo ele, o marxismo oferece aos intelectuais a ilusão de que são donos de um saber maior: o do fim da história. Como consequência, essa ideologia justificaria o autoritarismo, dando aos intelectuais a função de dirigir a sociedade. Abandonou o PT em 1989, quando, segundo ele, o partido "se afastou de princípios filosóficos e morais que estavam em sua origem".
Hoje, Demétrio Magnoli se considera "tão de esquerda quanto um social-democrata europeu". Ele justifica sua posição por crer que a liberdade econômica não é um valor absoluto, sagrado. Para Demétrio, o Estado deve criar redes de proteção social e prover serviços públicos de qualidade para a população. Ele faz, no entanto, uma distinção entre a esquerda europeia, com a qual se identifica, e a esquerda latino-americana, que ele critica, identificando-a com o castrismo, o chavismo e o kirchnerismo. Segundo ele, a esquerda latino-americana notabiliza-se pelo viés nacionalista e pelo discurso antiestadunidense; seria autoritária e defenderia o capitalismo de Estado.
Magnoli considera o governo petista conservador por estimular o capitalismo de Estado e por se negar a fazer uma série de reformas que tornariam a representação mais efetiva e mais transparente. Segundo ele, o governo PT é também restauracionista, porque quer restaurar o corporativismo varguista.
Na Eleição presidencial no Brasil em 2018, Magnoli declarou voto crítico a Fernando Haddad: "a disputa não é entre dois extremistas simétricos. Hoje, só há um extremista. Derrotá-lo não é escolher o PT, mas escolher a democracia". Em setembro de 2019, aderiu ao Movimento Lula Livre, sustentando: "não por ele ou pelo PT, mas em defesa de um precioso bem público: o Estado de Direito".

## Controvérsias

### Nova direita
Algumas revistas, comentaristas e professores universitários classificam-no como parte de uma nova direita brasileira. Demétrio refuta essa análise e explica que a concepção de que ele é de direita foi construída por porta-vozes do PT, dentro e fora das universidades.

### Ações afirmativas
Demétrio Magnoli tem-se posicionado ativamente contra ações afirmativas e cotas raciais. Em seu livro de 2009, "Uma Gota de Sangue", a tese central é de que "ações afirmativas e o movimento negro resultam de uma armação ideológica" (o multiculturalismo), que "conspira contra o princípio da igualdade perante a lei". Seu ponto de vista de que no Brasil "a fronteira racial não existe na consciência das pessoas" e de que já no século XIX a História do Brasil era contada como uma "mescla de raças" (enquanto que nos Estados Unidos a segregação racial tornava-se norma), foi contestado mesmo em veículos dos quais ele participa ativamente, como a Folha de S.Paulo. Magnoli refutou esta análise, afirmando que o autor da mesma (Marcelo Leite) havia sido "vítima da pressa" e que em seu livro havia "80 páginas" que comprovariam e esclareceriam sua tese.

### Protestos de 2011 na USP
Fez críticas em 2011 aos estudantes da USP que reagiram de forma violenta contra intervenções da Polícia Militar de São Paulo no campus, em busca de usuários de maconha. Na época, ele contestou inclusive a escolha do reitor da universidade pelo voto direto, afirmando que isso só fazia sentido "nas décadas de 1960 e 1970", quando "havia a necessidade de preservar a instituição de ensino como um território da liberdade de expressão".

### Lista negra do PT
Em 2014, ele foi um dos citados na Lista negra do PT, nome por qual ficou conhecida uma lista de citados em um artigo do então vice-presidente do Partido dos Trabalhadores, Alberto Cantalice, intitulado como "A desmoralização dos pitbulls da grande mídia", em que, além de Madureira, tinha Danilo Gentili, Lobão, Arnaldo Jabor,  Diogo Mainardi, Guilherme Fiuza e Marcelo Madureira chamando-os de "elitistas e os acusando de serem contra os pobres e de fomentarem ódio".

### Ocidentalismo
No começo de 2015, quando houve o Massacre do Charlie Hebdo, Magnoli criticou duramente os intelectuais acadêmicos que, em sua visão, compactuavam com a teoria do choque de civilizações ao "tentar entender" o significado do ataque. Para ele, professores como Arlene Clemesha e Williams Gonçalves aderiram à lógica do terror jihadista quando se manifestaram publicamente buscando motivações para os ataques da Al Qaeda.
Clemesha defendeu que "não se deve fazer humor com o outro" e Gonçalves disse que "quem faz uma provocação dessas não poderia esperar coisa muito diferente", referindo-se aos cartunistas que satirizaram o profeta Maomé. Demétrio avaliou que essas declarações buscavam defender os terroristas "na forma prevísivel da condenação das vítimas 'justiçadas'".
Para Magnoli, essas análises são sinais notáveis da "contaminação tóxica da nossa vida intelectual" e da "célere conversão de departamentos universitários em latas de lixo do pensamento". Ele sustém que a malignização do ocidente (expressa na ideologia do ocidentalismo) é equivalente à islamofobia da extrema-direita francesa, pois ambos seguem a cartilha do "choque das civilizações" e são cultores do relativismo moral. Demétrio entende que a defesa de Gonçalves ao "controle social da mídia" implicaria que França renunciasse a suas leis e a seus valores, entre os quais a laicidade do Estado.
Arlene Clemesha, em resposta ao artigo de Magnoli, lamentou o "uso do recurso da difamação", por Demétrio, para "minar a credibilidade de seu pensamento sem se dar ao trabalho de rebatê-lo com argumentos". Ela aclarou que fazer "ressalvas quanto à conveniência ou oportunidade de determinada manifestação prejudicial à convivência" não relativiza o julgamento do atentado. Repudiando veementemente a atitude de Magnoli, Arlene Clemesha diz esperar que ele "compreenda que existem alternativas em prol de uma convivência melhor […] muito mais propensas a exaurir o terreno do fundamentalismo do que a destilar o ódio".
Em sua resposta ao mesmo artigo, Williams Gonçalves estranhou que Magnoli, em seu texto, defendesse a liberdade de expressão e, ao mesmo tempo, se utilizasse dessa liberdade para "atacar gratuitamente a honra e a dignidade de quem discorda, em vez que usar tão valioso espaço para apresentar ideias". Para ele, Demétrio Magnoli distorceu e descontextualizou as ideias que ele havia exposto em sua participação no noticiário da GloboNews.
Magnoli voltou ao tema em novo artigo, avaliando que os ocidentalistas "não se preocupam com a consistência argumentativa" quando ficam calados ante o atentado no mercado kosher, "comprovando que para os jihadistas não interessa o que você faz, mas o que você é". Demétrio escreveu ainda que os ocidentalistas "são parasitas intelectuais das correntes minoritárias de intolerância, xenofobia e islamofobia do Ocidente".

### Combate ao coronavírus – COVID-19
Em seu artigo publicado no jornal Folha de S.Paulo, em 8 de fevereiro de 2020, sob o título "Pandemia do arbítrio representa ameaça maior que o agente biológico do coronavírus", Magnoli defende que o isolamento social da província de Hubei, promovido pela China, em ocasião da pandemia da COVID-19, é um ato de xenofobia ineficaz, apoiado pela Organização Mundial do Comércio (OMS) por interesses políticos, que "representa ameaça maior que o agente biológico da doença" e não deriva do saber científico.
No mesmo artigo, Magnoli reporta a perseguição, por parte do governo chinês, ao médico que identificou as primeiras manifestações do vírus, e estima que a letalidade do coronavírus “talvez revele-se menor que a das gripes comuns”, sendo a consequência econômica da quarentena um “preço econômico incalculável” onde pânico e histeria representa o maior inimigo do povo.

## Obras
Demétrio Magnoli publicou seu primeiro livro, "O que é Geopolítica?", em 1986. Em 1997, foi um dos finalistas do prêmio Jabuti, concorrendo com o livro "O Corpo da Pátria: imaginação geográfica e política externa no Brasil, 1808–1912" (UNESP).

### Lista de livros
- O novo mapa do mundo. São Paulo: Moderna. 1993. 64 páginas. ISBN 85-16-00820-7
- União Européia: história e geopolítica. São Paulo: Moderna. 1994. 80 páginas. ISBN 8516010147
- Barbosa, Elaine Senise;  et al. (1996). Formação do Estado Nacional: as capitais e os simbolos do poder politico. São Paulo: Scipione. 111 páginas. ISBN 8526228102
- O corpo da pátria: imaginação geográfica e política externa no Brasil: 1808-1912. São Paulo: UNESP / Moderna. 1997. 318 páginas. ISBN 8516017877
- O mundo contemporâneo: os grandes acontecimentos mundiais da guerra fria aos nossos dias. São Paulo: Atual. 2004. 320 páginas. ISBN 8535705066
- Relações internacionais: teoria e história. São Paulo: Saraiva. 2004. 370 páginas. ISBN 8502046144
- Araújo, Regina;  et al. (2005). O projeto da Alca: hemisfério americano e Mercosul na ótica do Brasil. São Paulo: Moderna. 112 páginas. ISBN 8516037096
- Serapião Jr., Carlos;  et al. (2006). Comércio exterior e negociações internacionais. São Paulo: Saraiva. 377 páginas. ISBN 8502060090
- O grande jogo: política, cultura e idéias em tempos de barbárie. Rio de Janeiro: Ediouro. 2006. 271 páginas. ISBN 8500020695
- Terror global. São Paulo: Publifolha. 2008. 77 páginas. ISBN 9788574029306
- História das Guerras. São Paulo: Contexto, 2008. (Magnoli é o organizador dos textos.)
- Uma gota de sangue: história do pensamento racial. São Paulo: Contexto. 2009. 398 páginas. ISBN 9788572444446
- Barbosa, Elaine Senise;  et al. (2011). Liberdade versus igualdade, vol. 1: o mundo em desordem: 1914-1945. São Paulo: Record. 457 páginas. ISBN 9788501092243
- Liberdade versus igualdade, vol. 2: O leviatã desafiado (1946-2001). São Paulo: Record, 2013. 544 páginas. ISBN 978-8501099013. (Em coautoria com Elaine Senise Barbosa.)
- História da Paz. São Paulo: Contexto, 2012. (Magnoli é o organizador dos textos.)
- A vida louca dos revolucionários. LeYa, 2013.
- A Hora e a História. São Paulo: Três Estrelas, 2015. 288 páginas. ISBN 978-8568493120.